# Ферганская область (Туркестанская АССР)
Ферга́нская о́бласть — одна из пяти областей Туркестанской АССР в составе РСФСР. Была образована 30 апреля 1918 года, вместо области с аналогичным названием, которая являлась частью Туркестанского края (генерал-губернаторства) Российской империи. Ферганская область Туркестанской АССР занимала точно ту же территорию, что и Ферганская область Туркестанского края Российской империи. Название области произошло от Ферганской долины.
Ферганская область Туркестанской АССР была упразднена 14 октября 1924 года, а ее территория вместе с остальными регионами Средней Азии разделена между новообразованными союзными республиками в ходе национально-территориального размежевания. Территория Ферганской области была разделена между Узбекской ССР, Таджикской АССР в её составе, а также Кара-Киргизской АО в составе РСФСР.
Административным центром области являлся город Скобелев (ныне Фергана). Крупнейшим городом области являлся Коканд. Другие крупные города области: Наманган, Андижан, Ош, Маргилан и Джалалабад. Область делилась на 5 уездов: Андижанский, Кокандский, Маргиланский, Наманганский и Ошский, административными центрами которых являлись соответственно Андижан, Коканд, Скобелев, Наманган и Ош.
С севера и с северо-запада граничила с Сырдарьинской областью Туркестанской АССР, с северо-востока граничила с Джетысуйской областью Туркестанской АССР, с запада с Самаркандской областью Туркестанской АССР, с юго-запада с Бухарским эмиратом (затем с Бухарской Народной Советской Республикой и Бухарской Социалистической Советской Республикой), с юга с Эмиратом Афганистан, и с востока с регионом Синьцзян Китайской Республики.
В области проживало примерно 2 миллиона человек. Основную часть населения составляли узбеки. Также в значительном количестве проживали русские, таджики и кара-киргизы (то есть киргизы), а также памирские народы, уйгуры, татары и другие. Население в основном исповедовало ислам суннитского толка, но в то же время были достаточно большое количество мусульман-исмаилитов. Также немалая доля населения исповедовало христианство (в основном православие) и зороастризм. Область являлась одним из главных центров уйгурской иммиграции из соседнего Китая.
Из-за весьма плодородной почвы и природы, основу экономики области составляло сельское хозяйство (в основном выращивание овощей и фруктов, хлопка и пшеницы), животноводство, шелководство, пчеловодство. Также часть дохода области приносили текстильная промышленность, а также народные промыслы и ремесла, такие как ковроткачество, производство глиняной и керамической посуды и изделий, изготовление ножей, товаров и одежды из кожи и шерсти и тому подобное.
Основная часть области находилась на территории весьма плодородной Ферганской долины, окруженной высокогорьем. С юга область окружали Памирские горы, с востока и севера горы Тянь-Шань. На территории Ферганской области находился исток длиннейшей реки Средней Азии — Сырдарьи.